# Erhardkirche (Salzburg)

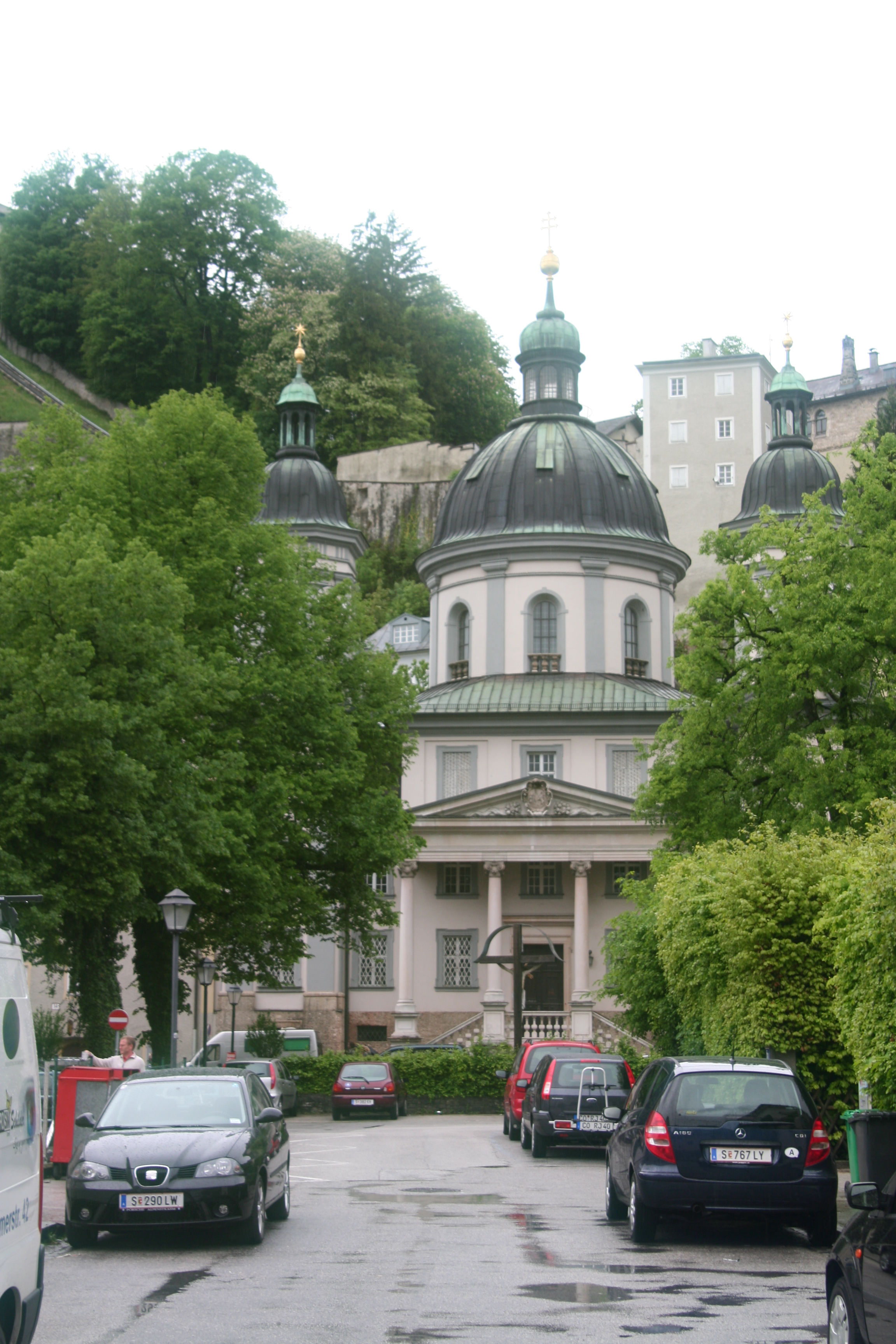
Pfarrkirche St. Erhard

Die römisch-katholische Erhardkirche, eigentlich Pfarrkirche St. Erhard oder Stadtpfarrkirche St. Erhard, auch Pfarrkirche St. Erhard Salzburg-Nonntal (Patrozinium am 8. Jänner, äußere Feier allerdings am 2. Sonntag im Juli), ist ein im Eigentum der Stadt Salzburg befindliches Kirchengebäude im dortigen Stadtteil Nonntal. 
Die 1689 errichtete barocke Kirche befindet sich im Inneren Nonntal, das zum UNESCO-Welterbe Historisches Zentrum der Stadt Salzburg gehört, und steht unter Denkmalschutz.

## Geschichte
Die frühere gotische Erhardkapelle wurde erstmals 1404 erwähnt. Die Kapelle war mit dem nächstliegenden Krankenhaus verbunden und so zuerst wesentlich als Spitalskirche genutzt. Sie war bereits dem hl. Erhard, dem Patron der Kranken und Armen geweiht. Sie wurde zuerst als Spitalskirche des Benediktinen-Frauenstifts Nonnberg genutzt. Das Spital ist 1310 nachweisbar. 1603 kaufte Fürsterzbischof Wolf Dietrich von Raitenau das Spital samt Kapelle als Ersatz für das Kapitelspital im Kaiviertel, das zu seiner Zeit umdisponiert wurde.

## Bau und Außenansicht der Kirche
Von 1685 bis 1689 wurde im Auftrag des Domkapitels unter Erzbischof Max Gandolf von Kuenburg vom Architekten Giovanni Gaspare Zuccalli die heutige Erhardkirche im Stil des italienischen Barock erbaut. Sie hat eine beherrschende Tambourkuppel mit aufgesetzter Laterne, die von schlankeren Seitentürmen mit einem der Kuppel ähnelndem Helmaufsatz umrahmt wird. Im Giebelfeld findet sich das Wappen des Domkapitels. Die achteckigen Glockengeschoße der Türme wurden zuletzt 1711 verändert. Die älteste Kirchenglocke stammt von Benedikt Eisenberger (1686).

### Eingang
Das Eingangsportal ist als Portikus mit einer zweiflügeligen Treppe gestaltet und ähnelt so entfernt einem herrschaftlichen Renaissanceschloss.
Der hochgelegene prunkvoll gestaltete Eingang weist auf die früher zahlreichen Überschwemmungen hin, vor denen die Kirche geschützt werden sollte.

### Erhardibrunnen
Der Wandbrunnen vor der Kirche in der Mitte des Portikussockel, Erhardibrunnen genannt, wurde 1688 von Andreas Götzinger geschaffen. Er hat eine gebuckelte Marmorschale und einen ebensolchen Löwenkopf als Wasserspeier und diente früher wesentlich dem Dienstbotenspital des Domkapitels. Er erfreute sich großer Beliebtheit, weil dem Wasser Heilkraft zugeschrieben wurde und erinnert gleichzeitig an den heiligen Erhard, von dem gesagt wird, er hätte bei seinen Missionsgründungen stets auch neue Brunnen gegraben.

## Innenansicht der Kirche
Das reiche und schwere Stuckaturwerk mit seinen Kränzen und Girlanden, Muscheln und Medaillons, Voluten und Wappen, teils als Imitation von Terrakotta ausgeführt, stammt von Francesco Brenno, Carlo Antonio Brenno und Ottavio Mosto. Der Innenraum um die Kuppel selbst ist mit drei gleich großen und breiten Apsiden gestaltet, die die Aufschriften Humilitas (lat. = Demut, für den Borromäus-Altar), Vigilantia (lat. = Wachsamkeit, für den Erhard-Altar) und Zelotes (griechisch = [Glaubens]-Eifer, für den Franz-Xaver-Altar) tragen.

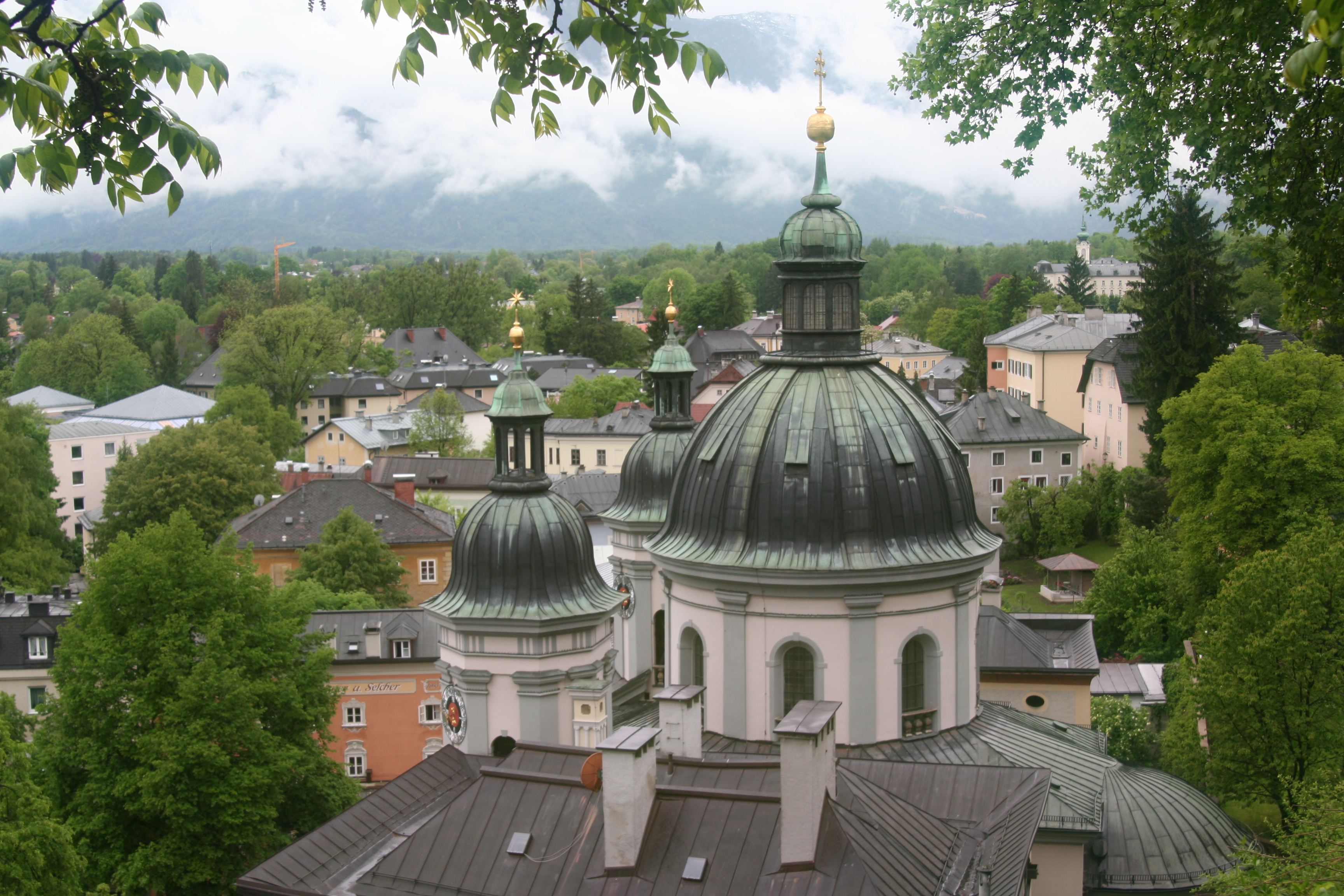
Blick von den rückwärtigen Hügeln auf die Kuppel

### Tambourkuppel
In der Form einer zentralen Kuppel mit einer darüber angeordneten Laterne findet sich das Motiv der beiden Turmhelme wieder. In den Pendentivzwickeln unter der Kuppel sind Hochreliefs der hl. Rupert, Virgil, Martin und Vitalis angebracht. In der Kuppel selbst sind acht Medaillons mit Szenen aus dem Leben des heiligen Erhard dargestellt. Unterhalb dieser Medaillons sind die vier Kardinaltugenden (tapferes, gerechtes, kluges und maßvolles Verhalten) angeordnet.
Die hölzerne barocke Kanzel von 1724 besitzt vergoldete Bandornamente und Palmetten. Kunstvoll gestaltet ist auch das Abschlussgitter, das im Gegensatz von hohen senkrechten Stäben mit reichem Schmuckwerk in Spiralornamentik sehr lebendig wirkt.

### Altäre
Der Hochaltar wurde von Andreas Götzinger gestaltet. Der Segmentbogengiebel zeigt dabei die Figurengruppe der Heiligen Dreifaltigkeit. Am Gebälk, das von vier Salomonischen Säulen getragen wird, ist das Wappen von Johann Ernst zu sehen. Das Altarblatt illustriert die Taufe der hl. Ottilie durch den hl. Erhard. Dieses Ölgemälde hat Johann Michael Rottmayr 1692 gemalt. Der Tabernakel mit reich verzierten Beschlägen wurde 1747–49 geschaffen und ist mit dem Wappen des Auftraggebers, Fürsterzbischof Jakob Ernst, versehen.
Die Seitenaltäre sind ähnlich aufgebaut: Das linke Altarblatt zeigt den hl. Karl Borromäus bei Pestkranken in Mailand; er tragt die berühmte Nagelreliquie dieser Stadt während einer Prozession. Das gegenüber liegende Altarblatt schildert den hl. Franz Xaver als Missionar mit einem Weihwassersprenger. Die beiden Altarblätter der Seitenaltäre werden Franz de Neve zugeschrieben. Im Giebel des rechten Seitenaltars wird die Glorie des hl. Franz Xaver dargestellt. Die Seitenaltäre wurden von Salzburger Domherren gestiftet. Die Wappen auf Hochaltar und Seitenaltären geben auch die Rangordnung nach dem damaligen Streit zwischen Domherrenschaft und Fürsterzbischof wieder, in dem sich der Fürst durchsetzte. In der Mauer, gleich rechts neben dem Börromäus-Altar, befindet sich zudem die Herzurne eines Dompropstes.

## Orgel

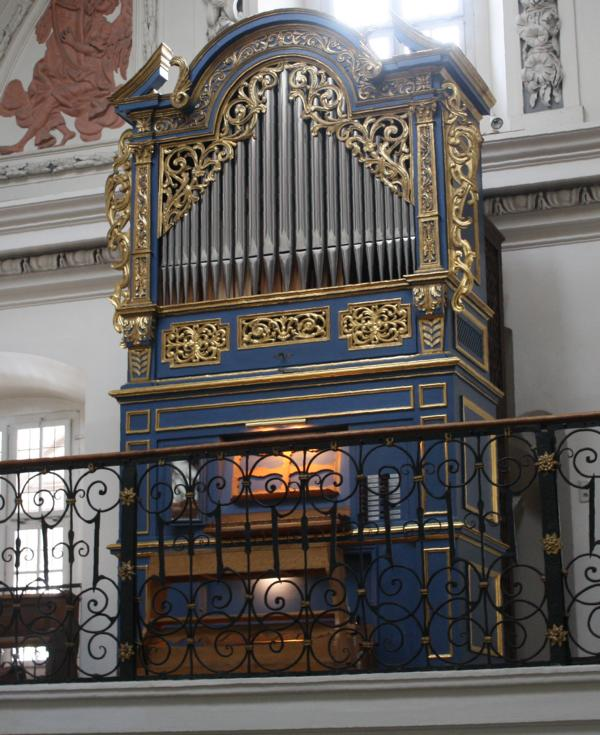
Blick auf die Orgel

Die Orgel stammte aus der Werkstätte des Christoph Egedacher (1641–1706), der seit 1673 als Hoforgelmacher in Salzburg tätig war. 1688 erhielt Egedacher für seine Arbeit am neu hergestellten Instrument 455 Gulden 2 Kreuzer, der Maler Adam Pürckmann für die blaue Fassung der Orgel und das Vergolden der Schnitzarbeiten 140 Gulden. Zur Orgel wurde auch ein Violon (Kontrabass) angeschafft, den der Hof-Lauten- und Geigenmacher Ulrich Rämbhardt lieferte. Beide Instrumente waren zu Ruperti (24. September) 1688 erstmals in St. Erhard spielbar.
Die ursprüngliche Disposition ist nicht überliefert. Sie dürfte aber folgende Register aufgewiesen haben: Copel 8′, Prinzipal 4′, Flöte 4′, Quint 2 2⁄3′, Superoktav 2′, Mixtur 1′. Das Pedal war vermutlich nur angehängt, da zum Instrument ein extra Kontrabass angeschafft wurde. Das Manual hatte einen Umfang von C–c′′′ mit kurzer großer Oktav (45 Tasten und Töne), das Pedal von C–gis ebenso (16 Tasten, auf Taste g klingt gis). Über der Orgel war das Zifferblatt einer Uhr angebracht.
Die Orgel in der Wallfahrtskirche Maria Kirchental wurde von Johann Christoph Egedacher 1717 nach dem gleichen, erhaltenen Entwurf seines Vaters errichtet, hatte allerdings ein Pedalregister: Subbass 16′.
1848 gestaltete der Salzburger Orgelbauer Ludwig Mooser (1807–1881) die Orgel um. Er erhöhte die Orgel, indem er einen 95 cm hohen Mittelteil für einen Spielschrank einfügte. Vermutlich musste infolgedessen die Uhr über dem Instrument entfernt werden. 
1888/89 baute Matthäus Mauracher II (1859–1939) eine neue Orgel in das alte Gehäuse ein. Mauracher, aus der Orgelbauerfamilie Mauracher stammend, hatte in den Jahren zuvor eine sog. Hängeventilladen mit Glasventilen entwickelt. Für den Einbau einer solchen verbreiterte er das Gehäuse, zusätzlich postierte er noch einen Spieltisch vor dasselbe. Wahrscheinlich wurde wegen des Platzbedarfs für den Spieltisch in dieser Zeit die Empore vergrößert. Seither kann der Besucher der Kirche bei verschlossenem Kirchengitter nicht mehr in die Kuppel blicken, der um 110 cm vorragende Plafond versperrt die Sicht.
1982 erhielt der Orgelbauer Helmut Allgäuer, Niederösterreich, den Auftrag, eine neue Orgel im italienischen Stil anzufertigen. Dabei sollte er den Spieltisch und die seitlichen Erweiterungen Maurachers entfernen, die nicht ursprüngliche Höhe des Gehäuses aber belassen. Die Restaurierung der Fassung des Orgelgehäuses übernahmen die Restauratoren Katharina und Roland Huber, Salzburg, wobei sie den ursprünglichen Kaseïnanstrich, in Ultramarin (Lapislazuli-Pigmente), freilegten und erneuerten, und die alten Polimentvergoldungen reinigten und ergänzten. Die drei Ziergitter fertigte der Bildhauer Klaus Ficker, Salzburg, an. Das so neu hergestellte Instrument wurde am 29. September 1984 gesegnet und im Rahmen einer Konzertreihe der Öffentlichkeit vorgestellt. Das Instrument hat seitdem folgende Disposition:
| linke Reihe        |     |
| Principale         | B/S |
| Ottava             |     |
| Quintadecima       | B/S |
| Decimanona         |     |
| Vigesimaseconda    |     |
| Vigesimasesta-nona |     |
| Voce Umana         | S   |
|                    |     |
| Tremolo            |     |

| rechte Reihe   |     |
| Bordone        |     |
| Flauto in VIII | B/S |
| Flauto in XII  | B/S |
| Flauto in XVII | S   |
| Tromboncini    | B/S |
|                |     |
| Contrabasso    |     |
| Basso in VIII  |     |
| Pedalkoppel    |     |

- Anmerkungen

B = Basso
S = Soprano
Schleifenteilung c′/cis′, Tonumfang: Manual, Pedal C–d′.
Die Mensuren des Pfeifenwerkes leitete der Orgelbauer Helmut Allgäuer von Costanzo Antegnati ab, das hinter den Ziergittern stehende Register Tromboncini kopierte er nach Gaetano Callido.
Die von Peter Widensky für die Orgel gewählte Temperierung ist ein wohltemperiertes Stimmsystem: Es stehen alle Tonarten zur Verfügung; sie unterscheiden sich aber vor allem durch ihre verschieden großen Terzen, die stärkere oder schwächere harmonische Spannungen bewirken und damit für eine ausgeprägte Tonartencharakteristik sorgen. Dabei sind die B-Tonarten gegenüber den Kreuz-Tonarten in der Qualität etwas bevorzugt, so, wie das im 18. Jahrhundert im österreichischen Raum verbreitet war. Diese Temperierung kommt der italienischen und österreichischen Barockmusik entgegen, aber auch der Wiener Klassik.